# 矢野丑乙
矢野 丑乙（やの うしおと、1870年4月17日（明治3年3月17日） - 1945年（昭和20年）8月16日）は、日本の政治家。衆議院議員（1期）。

## 経歴
大阪府出身。日本防水布(株)取締役社長、別府土地信託(株)専務取締役、日本煉瓦(株)取締役、南予製糸(株)監査役、大阪信用組合、大阪工業会、大阪日露貿易協会各理事となり、ほかに大阪府会議員、同参事会員となる。
1920年の第14回衆議院議員総選挙において愛媛6区から立憲政友会公認で立候補して当選する。衆議院議員を1期務め、1924年の第15回衆議院議員総選挙には立候補しなかった。1945年に死去した。